# Viscosité élongationnelle
La viscosité élongationnelle  est la viscosité apparaissant lorsqu’une contrainte élongationnelle est appliquée au fluide.

## Définition
Soit le champ de vitesse :
{\displaystyle {\begin{cases}v_{x}=-{\frac {1}{2}}{\dot {\epsilon }}x\\v_{y}=-{\frac {1}{2}}{\dot {\epsilon }}y\\v_{z}={\dot {\epsilon }}z\end{cases}}}
Ce champ satisfait bien la condition d'incompressibilité {\displaystyle {\textrm {div}}{\vec {v}}=0}.
Le tenseur des déformations s'écrit :
{\displaystyle e={\dot {\epsilon }}{\begin{bmatrix}-1/2&0&0\\0&-1/2&0\\0&0&1\end{bmatrix}}}
et le tenseur des contraintes est de la forme :
{\displaystyle \sigma =-p\delta +d}
où p est la pression et d le tenseur déviateur.
Dans le cas d'un fluide newtonien, on a {\displaystyle d=2\eta e}, d'où
{\displaystyle \sigma ={\begin{bmatrix}-p-\eta {\dot {\epsilon }}&0&0\\0&-p-\eta {\dot {\epsilon }}&0\\0&0&-p+2\eta {\dot {\epsilon }}\end{bmatrix}}}.
Pour un fluide quelconque, on définit la viscosité élongationnelle {\displaystyle \eta _{e}} par :
{\displaystyle \eta _{e}={\frac {d_{zz}-d_{xx}}{\dot {\epsilon }}}}.

## Loi de Trouton
Pour un fluide newtonien, on montre que la viscosité élongationnelle vaut :
{\displaystyle \eta _{e}=3\eta }
où {\displaystyle \eta } est la viscosité de cisaillement.